# Darmstadtium
Darmstadtium (chemická značka Ds) je transuran, silně radioaktivní kovový prvek, připravovaný uměle v cyklotronu nebo urychlovači částic.
Darmstadtium doposud nebylo izolováno v dostatečně velkém množství, aby bylo možno určit všechny jeho fyzikální a chemické vlastnosti. Podle své polohy v periodické tabulce prvků by svými vlastnostmi mělo připomínat platinu.

## Historie

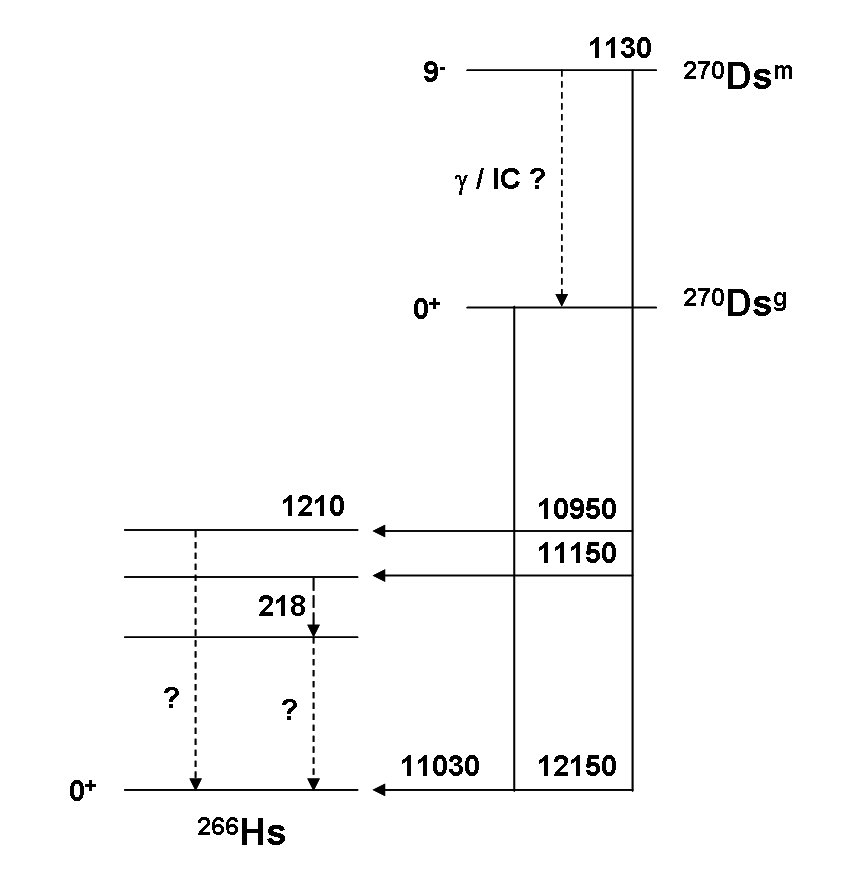
scéma rozpadu ^{270}Ds

První přípravu prvku s atomovým číslem 110 oznámili němečtí fyzici 9. listopadu roku 1994 z Ústavu pro výzkum těžkých iontů v německém Darmstadtu. Bombardováním izotopu olova jádry atomu niklu získali izotop 269Ds.
 208
82 Pb +  62
28 Ni →  269
110 Ds +  1
0 n
V rámci této série experimentů bylo použito i těžší jádro atomu niklu s nukleonovým číslem 64 s výsledkem:
 208
82 Pb +  64
28 Ni →  271
110 Ds +  1
0 n

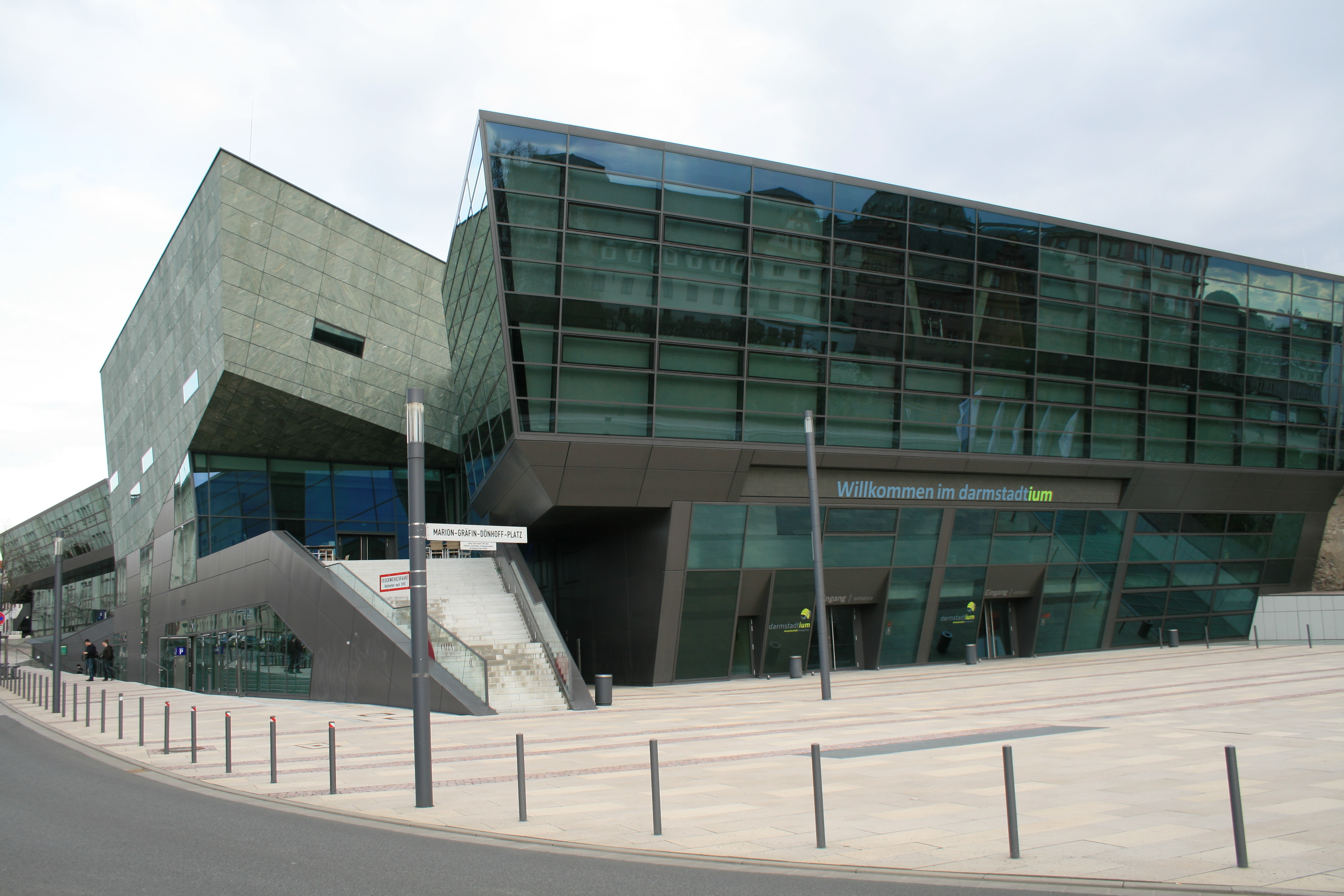
Kongresové a vědecké centrum v Darmstadtu

Prvek byl poté pojmenován podle jména města, v němž vznikl – německém Darmstadtu a zasedání IUPAC v roce 2003 toto pojmenování schválilo.

## Izotopy
Doposud je známo 15 následujících izotopů darmstadtia, přičemž je pravděpodobné, že izotopy s nukleonovým číslem 270, 271 a 281 se vyskytují ve 2 izomerních modifikacích s různým poločasem rozpadu:
| Izotop   | Rok objevu | Reakce         | Poločas přeměny |
| -------- | ---------- | -------------- | --------------- |
| 267Ds    |            |                | 2,8 μs          |
| 268Ds    |            |                | ?               |
| 269Ds    | 1994       | 208Pb(62Ni,n)  | 179 μs          |
| 270Dsg,m | 2000       | 207Pb(64Ni,n)  | 0,10 ms a 6 ms  |
| 271Dsg,m | 1994       | 208Pb(64Ni,n)  | 1,63 ms a 69 ms |
| 272Ds    |            |                | ?               |
| 273Ds    | 1996       | 244Pu(34S,5n)  | 170 μs          |
| 274Ds    |            |                | ?               |
| 275Ds    |            |                | ?               |
| 276Ds    |            |                | ?               |
| 277Ds    |            |                | 4,1 ms          |
| 278Ds    |            |                | ?               |
| 279Ds    | 2002       | 244Pu(48Ca,5n) | 0,18 s          |
| 280Ds    |            |                | ?               |
| 281aDs   | 1999       | 244Pu(48Ca,3n) | 13 s            |
| 281bDs   | 1999       | 244Pu(48Ca,3n) | 9,6 s           |